# Francesco del Cairo

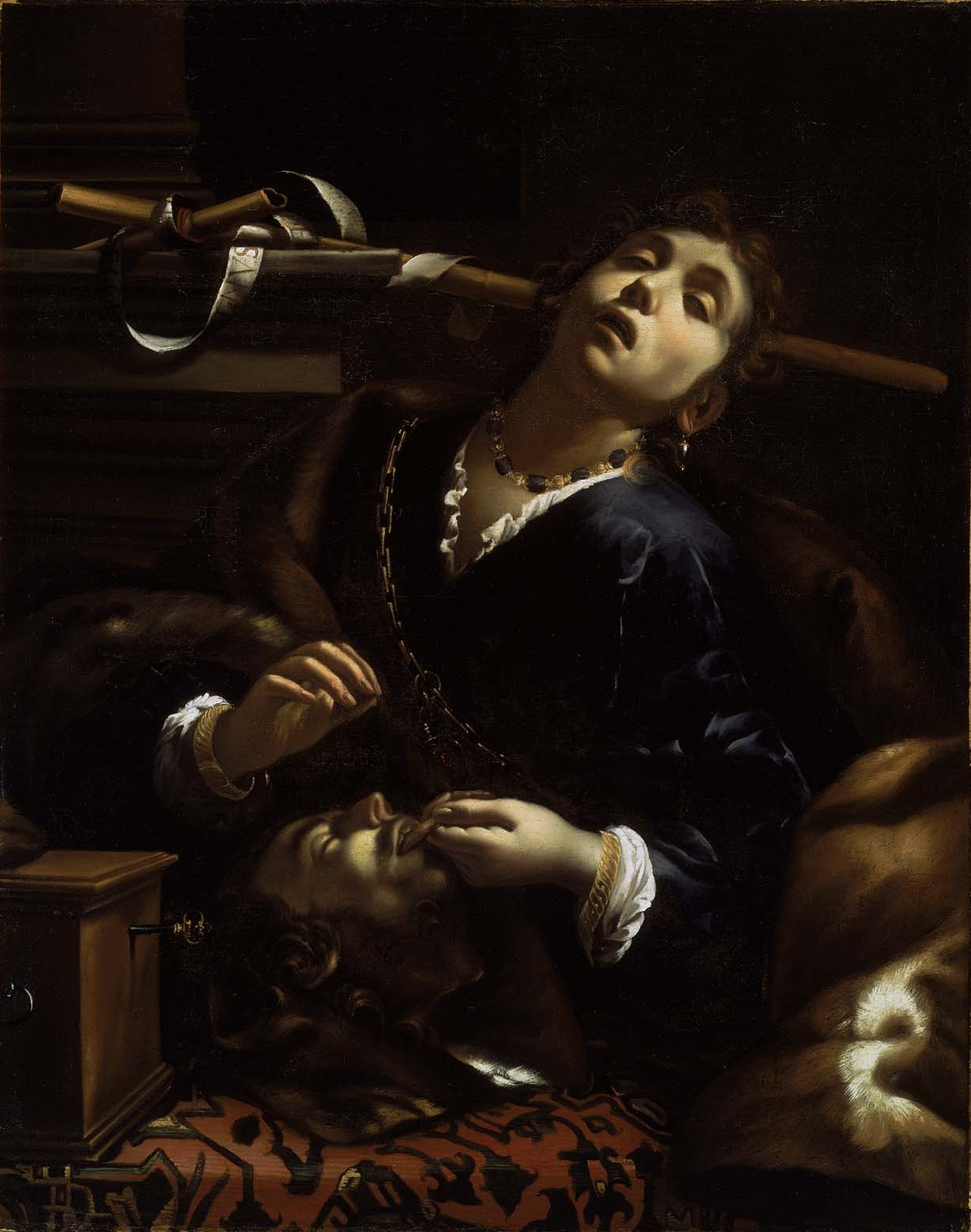
Francesco Cairo, Herodiada z głową św. Jana Chrzciciela

Francesco del Cairo (ur. 26 września 1607 w Mediolanie, zm. 27 lipca 1665 tamże) – włoski malarz okresu baroku.
Kształcił się w pracowni Morazzonego. W latach 1633–48 był nadwornym malarzem dynastii sabaudzkiej w Turynie. Przebywał także w Rzymie. W końcu osiadł na stałe w Mediolanie.
Malował półpostaciowe portrety, sceny o tematyce biblijnej i mitologicznej oraz obrazy ołtarzowe dla kościołów w Turynie, Mediolanie, Modenie i Wenecji.

## Wybrane dzieła
- Autoportret (1630) – Florencja, Uffizi
- Herodiada z głową św. Jana Chrzciciela – Boston, Museum of Fine Arts
- Mistyczne zaślubiny św. Katarzyny – Tuluza, Musée des Augustins
- Sen Józefa – Berlin, Gemaeldegalerie
- Śmierć Lukrecji – Madryt, Prado
- Św. Katarzyna – Wiedeń, Kunsthistorisches Museum
- Trójca Święta – Madryt, Prado